# Ala-Potkunjärvi
Ala-Potkunjärvi är en sjö i Finland. Den ligger i kommunen Vaala i landskapet Norra Österbotten, i den centrala delen av landet, 500 km norr om huvudstaden Helsingfors. Ala-Potkunjärvi ligger 132,7 meter över havet. Arean är 55,8 hektar och strandlinjen är 3,49 kilometer lång. Sjön  ingår i Uleälvens huvudavrinningsområde.   
I övrigt finns följande vid Ala-Potkunjärvi:
- Saarijärvi (en sjö)